# Westminster

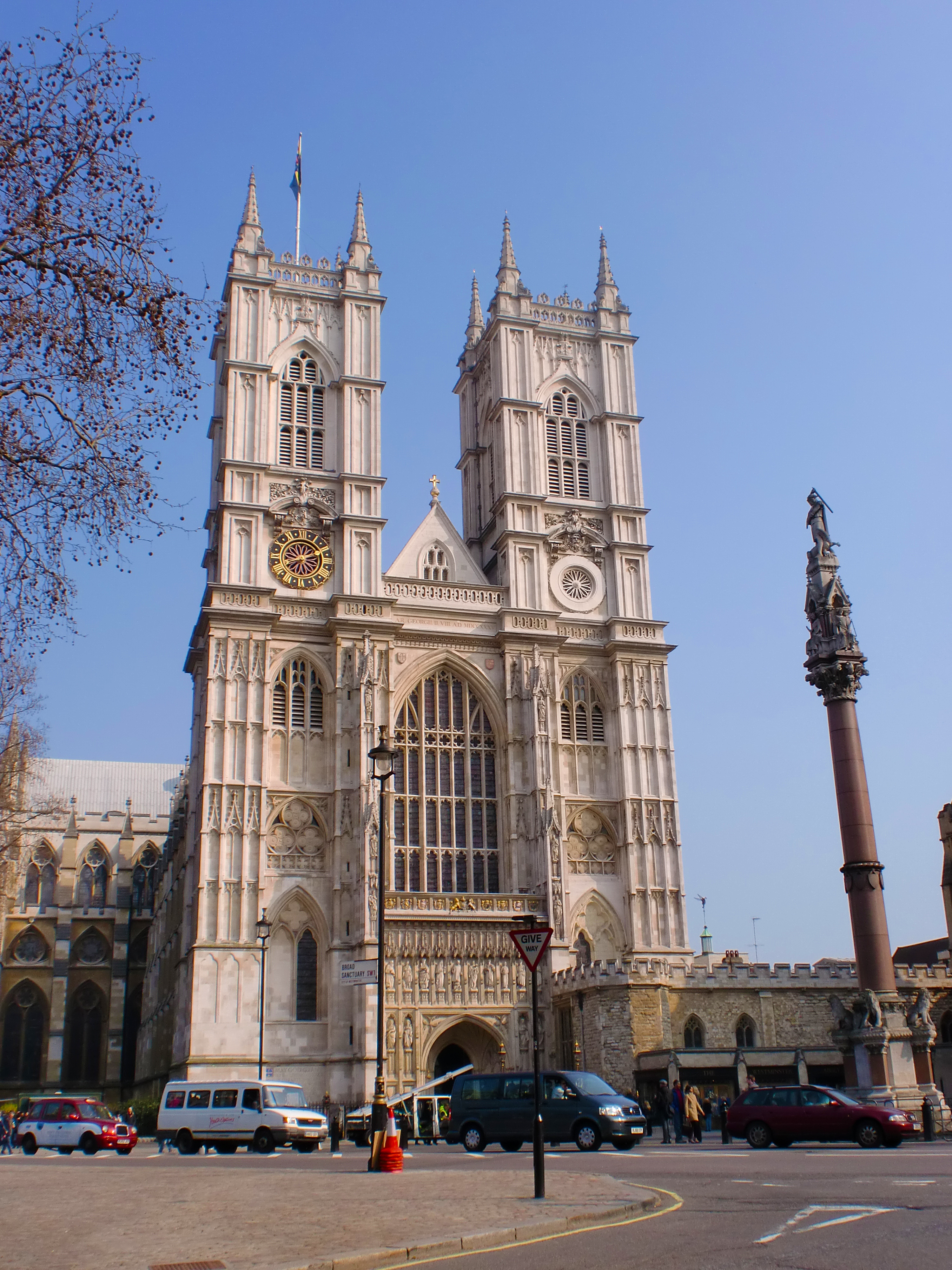
Fachada occidental de la abadía de Westminster.

Westminster es un barrio del Centro de Londres, Inglaterra, dentro de la Ciudad de Westminster, la cual queda en la orilla norte del río Támesis. La concentración en Westminster de atracciones turísticas y monumentos históricos, una de las más grandes en Londres, incluye el palacio de Westminster, el palacio de Buckingham, la abadía de Westminster y la catedral de Westminster.
Históricamente dentro de la parroquia de Santa Margarita, Ciudad y Liberty de Westminster, Middlesex, y el nombre de Westminster procede de una antigua descripción de los alrededores de la abadía de Westminster, literalmente West Minster o, antes de que existiera la abadía, iglesia abacial del Oeste. Ha sido el centro del gobierno, de Inglaterra primero, británico después, desde alrededor del año 1200, en la época de los Plantagenet.
En un contexto gubernamental, decir Westminster suele referir al Parlamento en sí, en virtud de la ubicación del Palacio de Westminster como Patrimonio de la Humanidad declarado por la Unesco. También conocidas como las Casas del Parlamento, las estaciones de metro más cercanas son las de Westminster, St James Park y Waterloo.

## Geografía

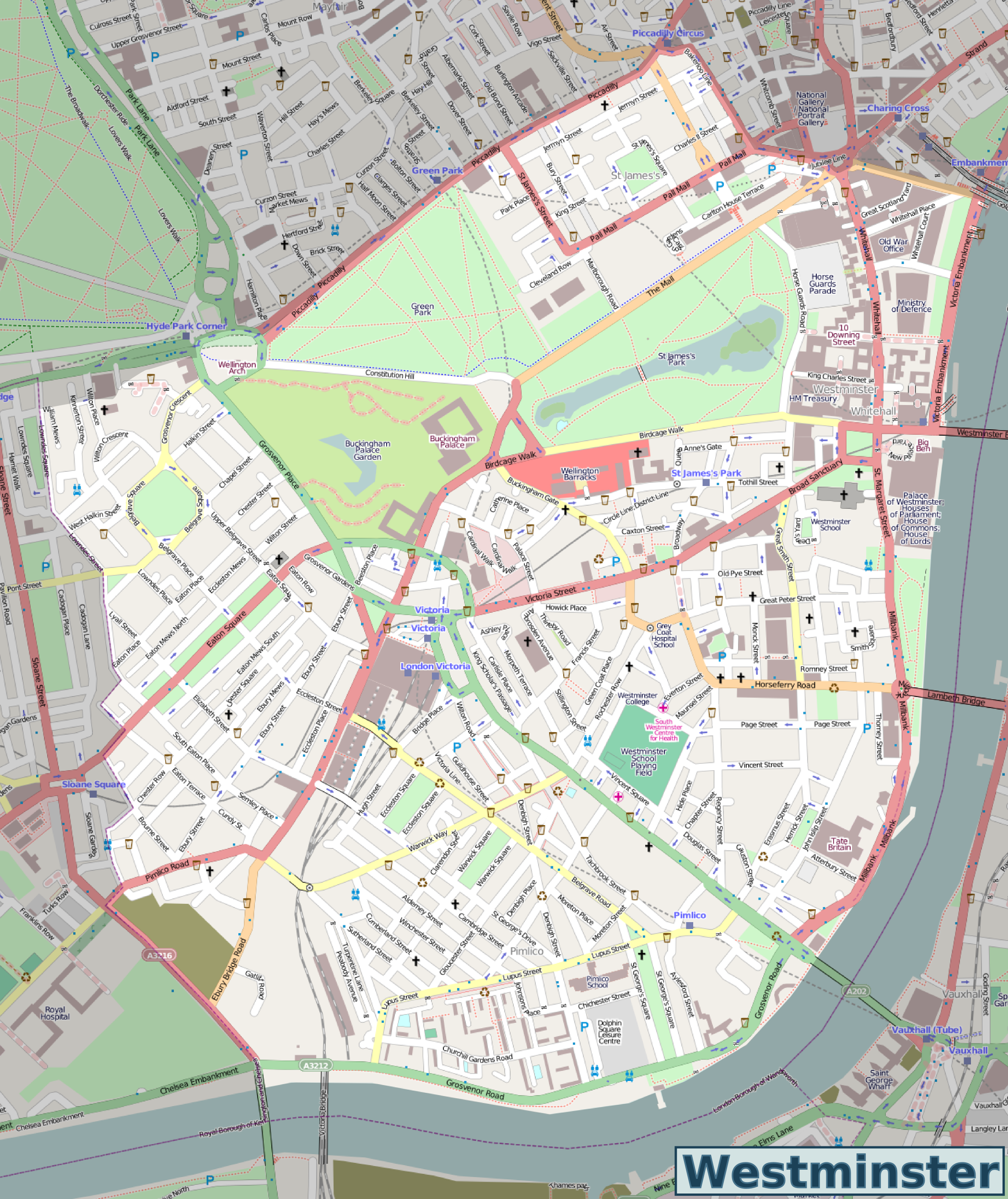
Mapa de las calles de Westminster

La zona es el centro del gobierno británico, con el Parlamento en el Palacio de Westminster y la mayor parte de los principales ministerios del gobierno en Victoria Street, Great Smith Street o el vecindario septentrional de Whitehall (una calle principal).
Dentro de la zona está la Westminster School, una public school y limitando con Westminster al norte está Green Park, un parque real de Londres.
Puede resultar confuso que tres de los cuatro campus de la Universidad de Westminster están dentro del municipio de la Ciudad de Westminster, pero ninguno de ellos en la antigua zona de Westminster.

## Demografía
La zona tiene una sustancial población residencial, de hecho la mayor parte de los edificios monumentales son residenciales. Una proporción de los residentes son de la comunidad trabajadora londinense que viven en fincas municipales y del Peabody Trust dispersas por ciertas calles entre la abadía de Westminster y Millbank. Hacia el palacio de Buckingham hay hoteles, grandes casas victorianas, y los barracones.

## Historia

### Toponimia
Westminster es típica de la toponimia del Centro de Londres que puede derivarse de una mezcla de pequeñas parroquias, circunscripciones de gobierno local, luego más tarde códigos postales y más adelante neologismos y nombre informales del vecindario como Victoria (Londres) que contiene esta zona.
En cualquier caso, Westminster, y la Ciudad de Westminster, describe una zona de no más de una milla cuadrada desde la abadía de Westminster y el palacio de Westminster al norte del Támesis. Su nombre deriva de «minster» (un título honorífico de ciertas iglesias de fundación monástica) y de «west» (oeste), refiriéndose a una iglesia abacial que queda al oeste de San Pablo, en la City de Londres. La zona ha sido sede del gobierno de Inglaterra durante casi mil años. El nombre también se usó para la más amplia Ciudad de Westminster, que es una de las divisiones relativamente homogéneas de la capital (municipios londinenses); y, desde 1965, ha incluido los anteriores municipios de Marylebone y Paddington.

### Sede real

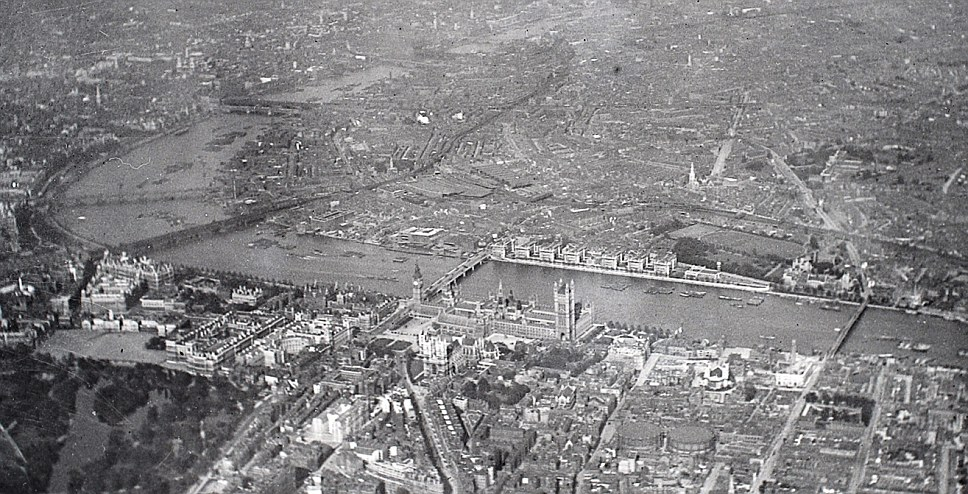
Imagen a ojo de pájaro de Westminster en 1909

El núcleo histórico de Westminster es la anterior Thorney Island, sobre la que se construyó la abadía de Westminster y se convirtió en el local tradicional de la coronación de los reyes y reinas de Inglaterra.
Desde alrededor de 1200, cerca de la abadía, el palacio de Westminster se convirtió en la principal residencia real, marcada por la transferencia del tesoro real y documentos financieros a Westminster, desde Winchester. Más tarde el palacio albergó el Parlamento en desarrollo y los tribunales de justicia de Inglaterra. En consecuencia, Londres desarrolló dos centros de atención: la City de Londres (económico, financiero) y, siguiendo a la Corte Real, Westminster (político y cultural). La distinción se mantiene hoy en día, lo mismo que el palacio sigue siendo la sede del Parlamento.
La monarquía más tarde se trasladó al palacio de Whitehall, un poco hacia el nordeste. Los tribunales se han trasladado desde entonces a las Royal Courts of Justice, cerca de la frontera con la City de Londres.

### División victoriana
El mapa de la pobreza de Charles Booth muestra a Westminster en 1889 con una amplia variedad de ingresos; su zona central occidental se había convertido hacia 1850 en el Devil's Acre ("Acre del Demonio") en el barranco del canal de inundación meridional del arroyo Tyburn, si bien a lo largo de Victoria Street y otras pequeñas calles y plazas eran los de mayor colorido de clases sociales en Londres, amarillo/dorado. Se eliminó la pobreza abyecta y se mejoró la red de drenaje en Westminster, pero hay una distinción de propiedades típica del Centro de Londres dentro de la zona, la cual es muy aguda, y lo ejemplifican los grandiosos desarrollos del siglo XXI, los edificios monumentales y las cercanas viviendas públicas del Peabody Trust, fundado por el filántropo George Peabody, que no son de propiedad del consejo.

### Gobierno local
La zona de Westminster está formada por parte de la Ciudad y Liberty de Westminster y el condado de Middlesex. La antigua parroquia fue la de Santa Margarita, que después de 1727 se dividió en las de Santa Margarita y San Juan. Hasta 1900 el consejo local fue la vestry combinada de Santa Margarita y San Juan (también conocido como el Westminster District Board of Works de 1855 a 1887), que tenía su sede en el Westminster City Hall de Caxton Street desde 1883. La Liberty de Westminster, gobernada por la Westminster Court of Burgesses, incluía también St Martin in the Fields y otras parroquias y lugares. Westminster tenía sus propias sesiones de distrito, pero las sesiones de Middlesex también tenían jurisdicción. La zona fue transferida de Middlesex al condado de Londres en 1889 y el gobierno local de Westminster fue reformado en 1900 cuando la corte de burgesses y las vestries parroquiales se abolieron, para ser reemplazadas con un consejo municipal metropolitano. Al consejo se le dio el estatus de ciudad.

## Usos más amplios del término
Así "Westminster" con su foco en la vida pública desde tiempos antiguos se usa como un sinónimo de Parlamento y la comunidad política del Reino Unido en general. Se conoce como sistema Westminster al modelo parlamentario de gobierno democrático que ha evolucionado en el Reino Unido. 
El término Westminster Village, a veces usado en el contexto de la política británica, no se refiere a una zona geográfica en absoluto; empleada especialmente en la frase Westminster Village gossip ("Chismorreo del pueblo de Westminster"), denota un círculo social supuestamente cerrado de miembros del Parlamento, periodistas políticos, y otros conectados con acontecimientos en el Palacio de Westminster y los ministros del gobierno.

### En inglés
- Esta obra contiene una traducción  derivada de «Westminster» de Wikipedia en inglés, publicada por sus editores bajo la Licencia de documentación libre de GNU y la Licencia Creative Commons Atribución-CompartirIgual 4.0 Internacional.
- Westminster Borough Council
- Westminster Walks – from Findlay Muirhead's 1927 guidebook to London and its Environs
- Westminster, by Sir Walter Besant and Geraldine Edith Mitton and A. Murray Smith, 1902, from Project Gutenberg
- Palmer's Village, a deserted village in Westminster

- Datos: Q189960
- Multimedia: Westminster / Q189960